# 하노버 왕자 루트비히 루돌프
하노버 왕자 루트비히 루돌프(Prince Ludwig Rudolf of Hanover, 1955년 11월 21일 ~ 1988년 11월 29일)는 하노버가의 일원이자 음악 프로듀서였다.